# Fußpunktdreieck

Dreieck ABC (rot), Lote vom Punkt P auf die Seiten (grün), Fußpunktdreieck von P (blau)

Fußpunktdreieck ist ein Begriff aus der Dreiecksgeometrie. Sind ein Dreieck {\displaystyle ABC} und ein Punkt {\displaystyle P} gegeben, so ist das Fußpunktdreieck von {\displaystyle P} durch die Fußpunkte der drei Lote von {\displaystyle P} auf die (gegebenenfalls verlängerten) Dreiecksseiten gegeben. Liegt {\displaystyle P} auf dem Umkreis von Dreieck {\displaystyle ABC}, so entartet das Fußpunktdreieck zu einer Strecke, die auf der simsonschen Geraden liegt.
Ist der gegebene Punkt {\displaystyle P} der Höhenschnittpunkt des Dreiecks, so spricht man vom Höhenfußpunktdreieck. Der Umkreis des Fußpunktdreiecks wird auch als Fußpunktkreis bezeichnet.
Die Seitenlängen eines Fußpunktdreiecks lassen sich aus den Seitenlängen des ursprünglichen Dreiecks, den Abständen von dessen Eckpunkten zum Punkt {\displaystyle P} und dem Radius  {\displaystyle r} des Umkreises berechnen. Es gilt:
{\displaystyle {\begin{aligned}&|MN|&={\frac {|AP|\cdot |BC|}{2r}}\\&|NL|&={\frac {|BP|\cdot |AC|}{2r}}\\&|LM|&={\frac {|CP|\cdot |AB|}{2r}}\\\end{aligned}}}
Diese Beziehungen gelten auch im Falle des entarteten Dreiecks, wenn P auf dem Umkreis liegt und die entsprechenden Streckenabschnitte auf der simsonschen Geraden.

## Beweis

Dreieck mit Fußpunktdreieck
Aufgrund des Satz des Thales ist der Durchmesser des Umkreises von, daher gilt nach dem Sinussatz:

Wenn das Dreieck {\displaystyle ABC} die Winkel {\displaystyle \alpha ,\beta ,\gamma } hat, so gilt aufgrund des erweiterten Sinussatzes:
{\displaystyle {\begin{aligned}&\sin \alpha &={\frac {|BC|}{2r}}\\&\sin \beta &={\frac {|AC|}{2r}}\\&\sin \gamma &={\frac {|AB|}{2r}}\\\end{aligned}}}
Wendet man den Sinussatz auf die Dreiecke {\displaystyle \triangle ANM}, {\displaystyle \triangle BLN}  und {\displaystyle \triangle CML} an, so gilt zudem (siehe auch Zeichnung):
{\displaystyle {\begin{aligned}&|MN|&=|AP|\cdot \sin \alpha \\&|NL|&=|BP|\cdot \sin \beta \\&|LM|&=|CP|\cdot \sin \gamma \\\end{aligned}}}
Beides zusammen liefert dann die obigen Gleichungen.